# Liste des plus hauts immeubles de Dubaï
Cet article concerne une liste des plus hauts immeubles de Dubaï, la plus grande ville des Émirats arabes unis. Dubaï a connu un développement intense quoique récent, qui a conduit à la réalisation d'une multitude de projets architecturaux qui comptent parmi les plus audacieux au monde.
Bien que quelques immeubles tels le World Trade Center Dubai (149 mètres) aient été bâtis dans la ville dans les années 1980 et 1990, c'est au début des années 2000 qu'a lieu le formidable essor architectural qui aboutit à la ville que l'on connaît aujourd'hui. Cependant, depuis la crise de 2008, Dubaï a connu un ralentissement relatif de son développement avec une baisse considérable du nombre de nouveaux projets, tandis que des chantiers ont été interrompus, voire jamais terminés. Ce fut le cas du Pentominium, qui aurait dû devenir le second plus haut édifice de la ville, avec 516 mètres. Toutefois, depuis quelques années, les nouvelles constructions sont plus nombreuses, et la ville semble connaître une accélération de son développement. Début 2016, la construction de la plus haute structure du monde est officiellement annoncée.  
Depuis l'ouverture de la Burj Khalifa en 2010, Dubaï abrite le plus haut gratte-ciel du monde (828 mètres). En outre, c'est la ville qui comporte le plus d'immeubles d'une hauteur atteignant ou dépassant les 300 mètres ; elle en compte 18, alors que des villes comme New York, Hong Kong ou Chicago en comptent chacune 6. En juin 2016, Dubaï possède 64 gratte-ciel dépassant les 200 mètres de haut, ce qui constitue un record.

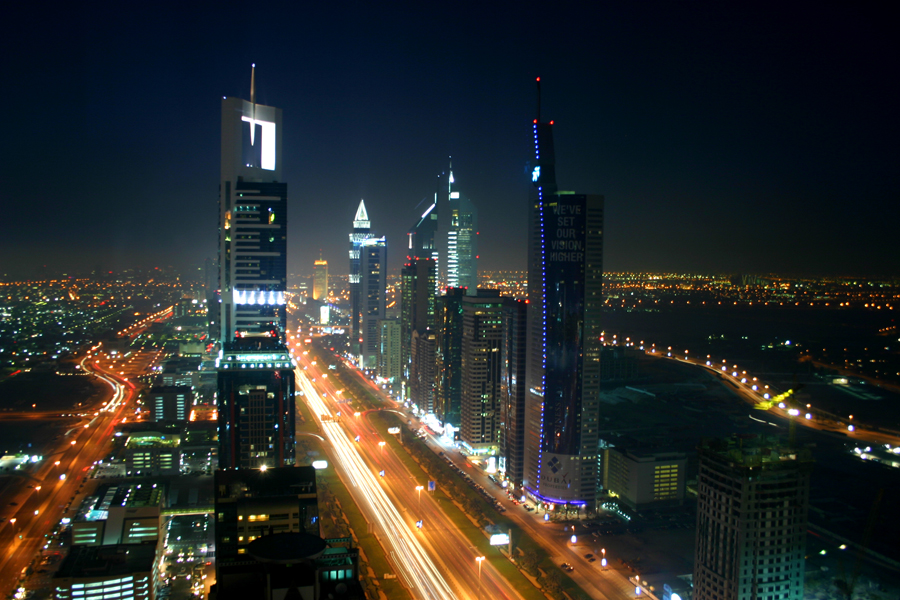
La Sheikh Zayed Road, principale artère de Dubaï, est bordée de nombreux gratte-ciel.

Sont listés ici les gratte-ciel :
- construits,
- en construction,
- en projet.

## Gratte-ciel construits
Classement actualisé au 15 janvier 2021
| Rang | Nom                                     | Hauteur structurelle | Hauteur dernier étage | Étages | Année |
| ---- | --------------------------------------- | -------------------- | --------------------- | ------ | ----- |
| 1    | Burj Khalifa                            | 828 m                | 584,5 m               | 163    | 2010  |
| 2    | Marina 101                              | 425 m                | 370,9 m               | 101    | 2017  |
| 3    | Princess Tower                          | 413,4 m              | 356,9 m               | 107    | 2012  |
| 4    | 23 Marina                               | 392,4 m              | 313,5 m               | 88     | 2012  |
| 5    | Elite Residence                         | 380,5 m              | 314,5 m               | 87     | 2012  |
| 6    | Address Boulevard Manal                 | 370 m                | 275 m                 | 73     | 2017  |
| 7    | Almas Tower                             | 360 m                | 279,3 m               | 68     | 2008  |
| 8    | Gevora Hotel                            | 358 m                | 342 m                 | 75     | 2017  |
| 9    | JW Marriott Marquis Hotel Dubai Tower 1 | 355,4 m              | 298,1 m               | 82     | 2012  |
| 10   | JW Marriott Marquis Hotel Dubai Tower 2 | 355,4 m              | 298,1 m               | 82     | 2013  |
| 11   | Emirates Tower One                      | 354,6 m              | 241,4 m               | 54     | 2000  |
| 12   | The Marina Torch                        | 352 m                | 303,6 m               | 86     | 2011  |
| 13   | DAMAC Heights                           | 335 m                | ?                     | 86     | 2018  |
| 14   | Rose Tower                              | 333 m                | 237,1 m               | 71     | 2007  |
| 15   | Al Yaqoub Tower                         | 328 m                | ?                     | 69     | 2013  |
| 16   | The Index                               | 326 m                | 322 m                 | 80     | 2010  |
| 17   | Burj-al-Arab                            | 321 m                | 197,5 m               | 56     | 1999  |
| 18   | HHHR Tower                              | 317,6 m              | 267 m                 | 72     | 2010  |
| 19   | Ocean Heights                           | 310 m                | 288,5 m               | 83     | 2010  |
| 20   | Emirates Tower Two                      | 309 m                | 212,5 m               | 56     | 2000  |
| 21   | Cayan Tower                             | 306,4 m              | 263,1 m               | 73     | 2013  |
| 22   | The Address Downtown Manal Dubaï        | 302,2 m              | 228,3 m               | 63     | 2008  |
| 23   | Emirates Crown                          | 296 m                | ?                     | 63     | 2008  |
| 24   | Khalid Al Attar Tower 2                 | 294 m                | ?                     | 66     | 2011  |
| 25   | Sulafa Tower                            | 288 m                | 274,8 m               | 76     | 2010  |
| 26   | Millennium Tower                        | 285 m                | ?                     | 59     | 2006  |
| 27   | D1 Tower                                | 284 m                | ?                     | 80     | 2015  |
| 28   | Al Hekma Tower                          | 282 m                | 232 m                 | 64     | 2015  |
| 29   | Marina Pinnacle                         | 280 m                | ?                     | 73     | 2011  |
| 30   | Radisson Royal Hotel Dubai              | 269 m                | ?                     | 60     | 2010  |
| 31   | 21st Century Tower                      | 269 m                | 185,7 m               | 55     | 2003  |
| 32   | Business Central Tower 1                | 265 m                | 197 m                 | 53     | 2008  |
| 33   | Business Central Tower 2                | 265 m                | 197 m                 | 53     | 2008  |
| 34   | U-Bora Tower 1                          | 262,8 m              | 246,3 m               | 58     | 2011  |
| 35   | Vision Tower                            | 260 m                | ?                     | 60     | 2011  |
| 36   | Harbour Hotel and Residence Dubai       | 253,8 m              | 210,8 m               | 63     | 2007  |
| 37   | Conrad Hotel Dubai                      | 251,2 m              | 222,1 m               | 51     | 2013  |
| 38   | Chelsea Tower                           | 250 m                | 182,1 m               | 49     | 2005  |
| 39   | Rolex Tower                             | 246,8 m              | 227 m                 | 59     | 2010  |
| 40   | Al Fattan Tower                         | 245 m                | ?                     | 51     | 2006  |
| 41   | Oasis Beach Tower                       | 245 m                | ?                     | 51     | 2006  |
| 42   | Arenco Tower                            | 243,8 m              | ?                     | 46     | 2008  |
| 43   | The Tower                               | 242,6 m              | 180,6 m               | 54     | 2002  |
| 44   | Arady Office Tower                      | 237,2 m              | ?                     | 49     | 2015  |
| 45   | The Buildings by Daman                  | 235 m                | ?                     | 65     | 2014  |
| 46   | Churchill Residence                     | 235 m                | ?                     | 61     | 2010  |
| 47   | Park Place                              | 234 m                | ?                     | 56     | 2007  |
| 48   | Mag 218 Tower                           | 231,8 m              | ?                     | 66     | 2010  |
| 49   | ASPIN Tower                             | 230 m                | 225,8 m               | 60     | 2013  |
| 50   | Al Tayer Tower                          | 225 m                | ?                     | 55     | 2009  |
| 51   | The Bay Gate                            | 221 m                | ?                     | 53     | 2014  |
| 52   | Angsana Hotel Tower                     | 220,7 m              | 178,9 m               | 49     | 2008  |
| 53   | Angsana Suites Tower                    | 220,7 m              | 178,9 m               | 49     | 2007  |
| 54   | Arady Residential Tower                 | 215,7 m              | ?                     | 51     | 2015  |
| 55   | Al Seef Tower                           | 215 m                | ?                     | 44     | 2005  |
| 56   | The 118 Tower                           | 212 m                | ?                     | 46     | 2016  |
| 57   | Grosvenor House The Residence           | 210,4 m              | ?                     | 48     | 2011  |
| 58   | Grosvenor House West Marina Beach       | 210,4 m              | ?                     | 48     | 2005  |
| 59   | Al Rostamani Maze Tower                 | 210 m                | ?                     | 57     | 2010  |
| 60   | Le Rêve                                 | 210 m                | ?                     | 50     | 2006  |
| 61   | Dubai Tower                             | 210 m                | ?                     | 45     | 2011  |
| 62   | Latifa Tower                            | 210 m                | ?                     | 45     | 2012  |
| 63   | Marina Heights Tower                    | 208,4 m              | ?                     | 55     | 2006  |
| 64   | Tamani Hotel Marina                     | 207 m                | ?                     | 54     | 2006  |
| 65   | Marina Crown                            | 207 m                | ?                     | 52     | 2006  |
| 66   | Nassima Tower                           | 204 m                | ?                     | 49     | 2010  |
| 67   | 48 Burj Gate                            | 203,2 m              | 188,9 m               | 51     | 2014  |
| 68   | The Citadel                             | 201 m                | ?                     | 48     | 2009  |
| 69   | MBK Tower                               | 200 m                | ?                     | 59     | 2010  |

## Gratte-ciel en construction
Classement actualisé au 15 janvier 2023
| Rang | Nom                                        | Hauteur structurelle | Étages | Début des travaux | Ouverture prévue |
| ---- | ------------------------------------------ | -------------------- | ------ | ----------------- | ---------------- |
| 1    | Il Primo                                   | 356 m                | 88     | 2017              | 2021             |
| 2    | Uptown Dubai                               | 340 m                | 115    | 2017              | 2022             |
| 3    | WOW Hotel & Hotel Apartments               | 336 m                | 78     | 2016              | 2020             |
| 4    | The Address Residence - Fountain Views III | 329,5 m              | 76     | 2014              | 2019             |
| 5    | Jumeirah Gate                              | 303 m                | 74     | 2016              | 2020             |
| 6    | Al Wasl Tower                              | 302 m                | 63     | 2016              | 2020             |
| 7    | Al Habtoor City Tower 1                    | 300 m                | 74     | 2014              | 2017             |
| 8    | Al Habtoor City Tower 2                    | 300 m                | 74     | 2014              | 2017             |
| 9    | Aykon City Tower A                         | 294,8 m              | 80     | 2016              | ?                |
| 10   | The Address Residence - Fountain Views I   | 288 m                | 60     | 2014              | 2017             |
| 11   | The Address Residence - Fountain Views II  | 288 m                | 60     | 2014              | 2017             |
| 12   | DAMAC Maison-Paramount Tower 1             | 279 m                | 64     | 2013              | 2017             |
| 13   | DAMAC Maison-Paramount Tower 2             | 279 m                | 64     | 2013              | 2017             |
| 14   | DAMAC Maison-Paramount Tower 3             | 279 m                | 64     | 2013              | 2017             |
| 15   | DAMAC Paramount Hotel & Residences         | 279 m                | 64     | 2013              | 2017             |
| 16   | Burj Vista Tower 1                         | 277 m                | 63     | 2013              | 2018             |
| 17   | Aykon City Tower D                         | 267,3 m              | 65     | 2016              | ?                |
| 18   | The Address Residence Sky View Tower 1     | 260,9 m              | 60     | 2014              | 2017             |
| 19   | Meydan Beach Hotel                         | 258,1 m              | 55     | 2016              | ?                |
| 20   | Marina Gate Residential Tower 2            | 256 m                | 64     | 2016              | 2018             |
| 21   | Paramount Tower Hotel & Residences         | 250 m                | 64     | 2016              | 2019             |
| 22   | The Palm Tower                             | 240 m                | 52     | 2015              | 2019             |
| 23   | The Address Residence Sky View Tower 2     | 237,4 m              | 55     | 2014              | 2017             |
| 24   | Aykon City Tower B                         | 231,4 m              | 63     | 2016              | ?                |
| 25   | Marina Gate Residential Tower 2            | 224 m                | 56     | 2016              | 2019             |
| 26   | Aykon City Tower C                         | 220,9 m              | 80     | 2016              | ?                |
| 27   | Marina Gate Residential Tower 1            | 206 m                | 52     | 2015              | 2017             |
| 28   | RP Heights                                 | 204 m                | 50     | 2016              | 2020             |

## Projets

### Projets proposés
Liste non exhaustive
Classement actualisé le 15 janvier 2021
| Rang | Nom                       | Hauteur en mètres | Nombre d'étages |
| ---- | ------------------------- | ----------------- | --------------- |
| 1    | Dubai One                 | 711               | 161             |
| 3    | Burj Jumeirah             | 550               | 124             |
| 4    | The Jumeirah Business Bay | 485               | 100             |
| 5    | SRG Tower                 | 471               | 112             |
| 6    | SZR Tower                 | 385               | 100             |
| 7    | Business Bay Tower 1      | 365               | ?               |
| 7    | Business Bay Tower 2      | 365               | ?               |
| 8    | Forte Tower 1             | 327               | 80              |
| 9    | Il Primo Tower 2          | 300               | 71              |
| 10   | Opera Grand               | 270               | 66              |

### Projets annulés
Liste non exhaustive
| Rang | Nom             | Hauteur en mètres | Nombre d'étages |
| ---- | --------------- | ----------------- | --------------- |
| 1    | Nakheel Tower   | 1 400             | plus de 200     |
| 2=   | One-Dubai       | 600               | 201             |
| 2=   | Anara Tower     | 600               | 135             |
| 4    | Meraas Tower    | 550               | 112             |
| 5    | Lam Tara Towers | 384               | 77              |